# Sug Sutton
Alecia Kaorie Sutton, detta Sug (St. Louis, 17 dicembre 1998), è una cestista statunitense, professionista nella WNBA.

## Carriera
È stata selezionata dalle Washington Mystics al terzo giro del Draft WNBA 2020 (36ª scelta assoluta).